# جانفي (قرية)
جانفي (بالفرنسية: Ganvié)‏ هي قرية على بحيرة في بنين، أفريقيا، تقع في بحيرة نوكوي، بالقرب من العاصمة كوتونو. يبلغ عدد سكانها حوالي 20,000 شخص، ربما تكون أكبر قرية مائية على بحيرة في أفريقيا وهي تحظى بشعبية كبيرة بين السياح.
تم بناء القرية في القرن السادس عشر أو السابع عشر من قبل شعب توفينو الذين هربوا إلى البحيرة لتجنب محاربي الفون الذين كانوا يأسرون العبيد لبيعهم للتجار الأوروبيين. بجعل المياه الضحلة والجزر في بحيرة نوكوي ملاذاً للعيش فيه، يُشار إلى قرويين جانفي غالبًا باسم «رجال الماء»  وغالبًا ما يطلق على المنطقة نفسها «فينيسيا إفريقيا» لربطها بمدينة البندقية الشهيرة.

تعتمد القرية بالأصل على الزراعة، ومن الصناعات الرئيسية للقرية بخلاف السياحة صيد الأسماك وتربية الأسماك. الوسيلة الوحيدة للتنقل من وإلى القرية هي من خلال القوارب الخشبية.  
- القوارب في جانفي

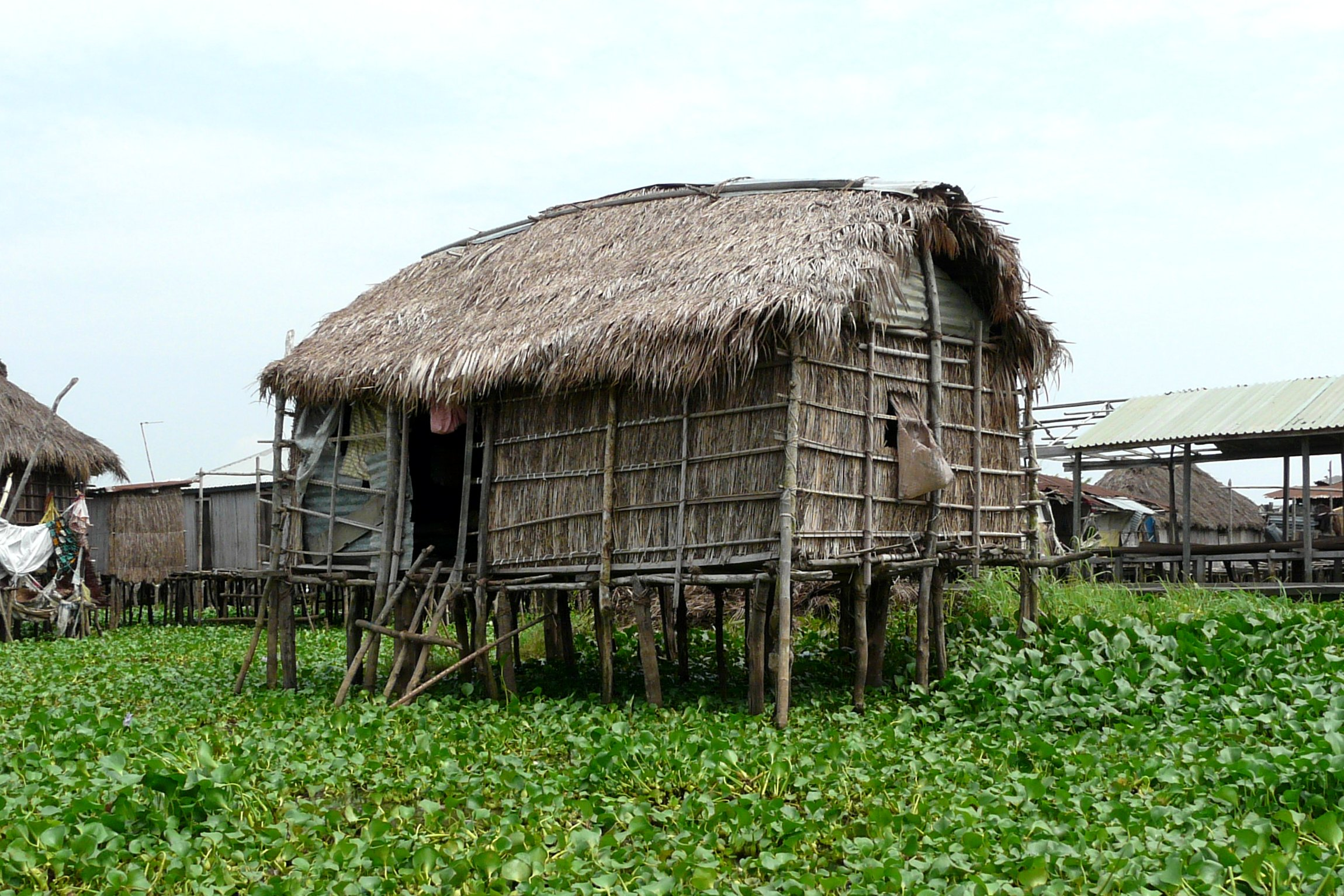
منزل
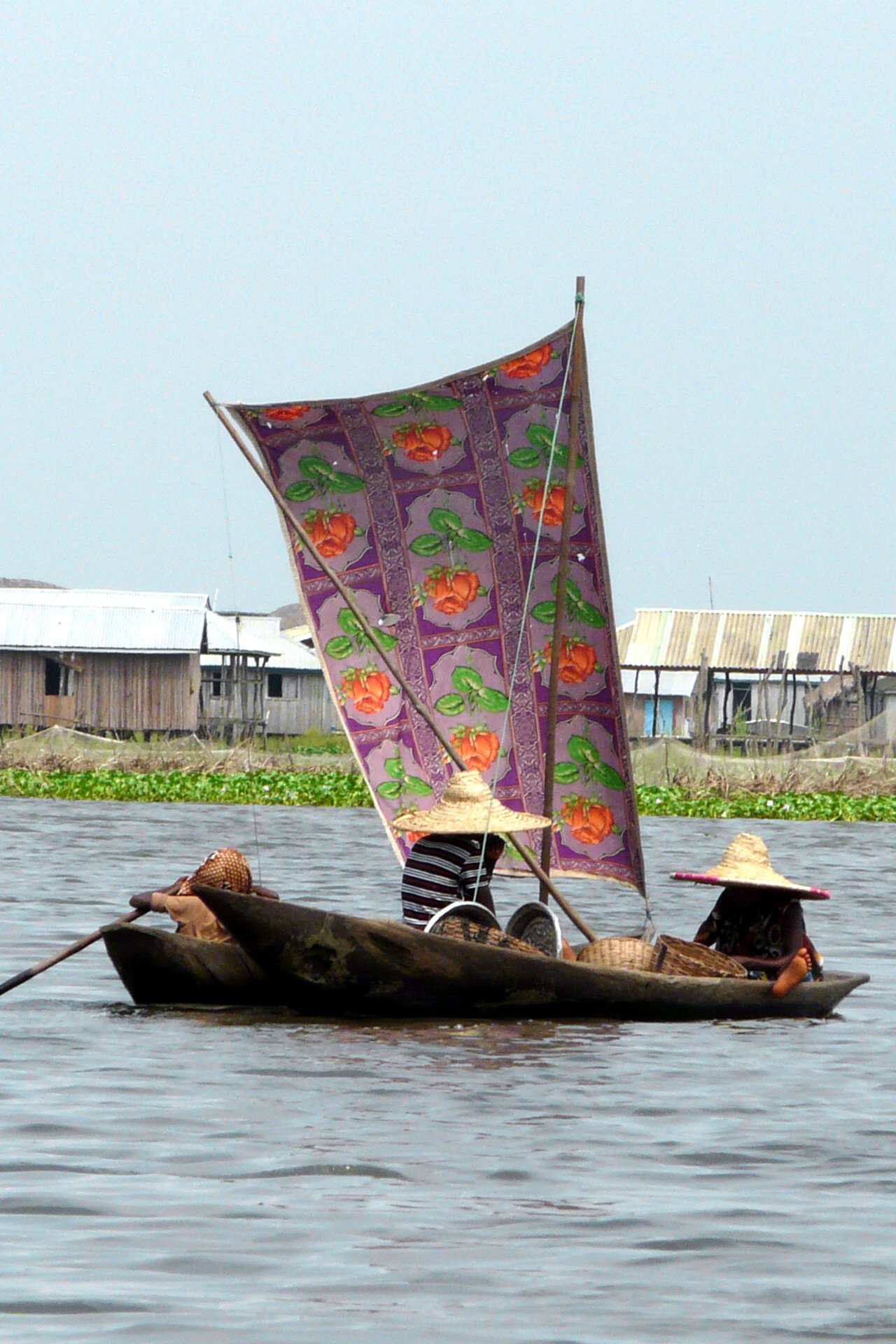
قارب

## موقع تراث عالمي
تمت إضافة القرية إلى قائمة اليونسكو للتراث العالمي في 31 أكتوبر 1996 في الفئة الثقافية.